# Guerra georgiano-abcasa
La guerra georgiano-abcasa è un conflitto tra la Georgia e l'autoproclamatasi Repubblica di Abcasia, la cui fase acuta si è svolta dal 1991 al 1993, causata dalle istanze indipendentiste dell'Abcasia e dalle resistenze della Georgia. L'Abcasia dal 1992 è formalmente una repubblica autonoma, ma de facto indipendente, anche se nella comunità internazionale solo sei paesi membri dell'ONU ne hanno formalmente riconosciuto l'indipendenza, primo tra tutti la Russia che, dopo la seconda guerra in Ossezia del Sud, vi ha posizionato presidi militari permanenti per dissuadere la Georgia dal rivendicarne la sovranità con la forza.
In un senso più ampio, la serie di scontri che generano il conflitto georgiano-abcaso possono essere considerati come parte di un conflitto etnico e geopolitico nella regione del Caucaso, intensificatosi alla fine del XX secolo come conseguenza della dissoluzione dell'Unione Sovietica.